# 鄭名斈
鄭名斈（2004年12月25日—）為臺灣男子籃球運動員，場上位置為中鋒、前鋒。鄭名斈來自臺中市，國中先後就讀五權國中與光復高中國中部，高一時身高已超過200公分的鄭名斈正選光復高中的高中籃球聯賽12人名單，高二時幫助球隊奪得110學年度高中籃球聯賽男子組冠軍。2022年8月代表中華台北征戰U18亞青男籃賽。高三時帶領球隊獲得111學年度高中籃球聯賽男子組冠軍，完成二連霸的成績。高中畢業後鄭名斈選擇旅外。2023年8月代表中華白隊參加威廉瓊斯盃籃球賽後前往加拿大求學，就讀Royal Crown School。

## 外部連結
- 鄭名斈在fiba.basketball（英语）
- 鄭名斈在Eurobasket.com（球員）（英语）
- 鄭名斈在Eurobasket.com（球員）（英语）
- 鄭名斈在RealGM（球員）（英语）
- . Royal Crown School.   [2024-02-20]. （原始内容存档于2024-02-20）.